# Велико-Янісольська волость
Велико-Янісольська волость — адміністративно-територіальна одиниця Маріупольського повіту Катеринославської губернії.
Станом на 1886 рік складалася з 2 поселень, 2 сільських громад. Населення — 4274 особи (2219 чоловічої статі та 2055 — жіночої), 710 дворових господарств.
|                     | Площа, десятин | У тому числі орної, дес. |
| ------------------- | -------------- | ------------------------ |
| Сільських громад    | 35821          | 15800                    |
| Приватної власності | —              | —                        |
| Казенної власності  | —              | —                        |
| Іншої власності     | —              | —                        |
| Загалом             | 35821          | 15800                    |

Поселення волості:
- Великий Янісоль — колонія грецька при річці Мокрі Яли за 120 верст від повітового міста, 2208 осіб, 361 двір, православна церква, школа, лікарня, 2 черепичних заводи, цегельний завод.
- Камар — колонія грецька при річці Мокрі Яли, 2066 осіб, 349 дворів, православна церква, школа, 2 лавки.